# Puente Beipan Guanxing
El puente Beipan Guanxing (en chino: 关兴公路北盘江大桥) es un puente colgante ubicado en China.
El puente lleva la carretera Guanxing en la provincia de Guizhou, República Popular China, a una altitud de 366 m sobre el profundamente cortado río Beipan. El puente, que fue inaugurado en 2003, fue el puente más alto del mundo hasta 2005, cuando fue sustituido por el puente de tuberías del desfiladero Hegigio. Sigue siendo uno de los quince puentes más altos del mundo. También cabe destacar, que el puente Beipan Guanxing fue el primer puente que pasó el umbral de altura de 1000 pies y 300 metros.
El puente colgante tiene dos carriles y andenes muy estrechos a ambos lados, que están separados de la calzada por robustas barandillas de acero. La carretera sube hasta sus dos pilones de concreto armado, que se sitúan directamente al borde del barranco. Por lo tanto, el puente es solo un poco más largo que su luz de 388 metros, si ignoramos el hecho de que los bloques de anclaje están alrededor de 100 m de distancia al lado de la carretera. Los pilones se elevan a unos 60 m por encima de la calzada. El soporte vial consta de losa de hormigón pretensado de 60 cm de espesor, que fue prefabricado en tramos junto al puente, levantado con una grúa de cable y conectado allí a los soportes, que estaban espaciados por 5 m. El borde del soporte vial se cubrió con láminas, que fueron hechas de forma aerodinámica para evitar vibraciones.
El puente colgante se encuentra actualmente en el embalse de hasta 46 m de profundidad de la presa Dongqing, que fue completado en 2009 y que se encuentra a 32 km río abajo. Debido al embalse, que está 3,5 km río arriba, el puente de arco de piedra, construido en 1961, fue sustituido por un puente de arco de hormigón, que hoy soporta la carretera provincial 210, que pasa a una altura suficiente sobre el embalse. Se puede ver desde el puente colgante las profundidades del valle del río Beipan. Aunque tiene una luz de unos 100 m, lo que lo convierte en un puente mayor, el puente parece en comparación pequeño cuando se ve desde el puente colgante.
A 7 km río arriba se encuentra un puente de cadenas para peatones. Fue construido en 1898 y se asemeja a un puente de cuerda.